# 连城薹草
连城薹草（学名：Carex lienchengensis）是莎草科薹草属的植物。分布于中国大陆的福建等地，生长于海拔700米的地区，一般生于林中，目前尚未由人工引种栽培。
其种加词“lianchengensis”意为“福建连城的”。